# جورج خير الله
جورج إبراهيم خير الله (1879 - 1959)، هو جراحٌ وطبيبٌ وأديبٌ من أصلٍ لبناني، هاجر إلى الولايات المتحدة لدراسة الطب. اعتنق الإسلام فيما بعد وغيّر اسمه ليصبح أبو علي جورج خير الله.

## حياته
وُلد جورج إبراهيم خير الله في مدينة الإسكندرية بمصر بتاريخ 25 نيسان (أبريل) 1879. يعوده أصلهُ إلى بلدة بحمدون في لبنان. والدهُ هو إبراهيم جورج خير الله (توفي عام 1929)، وكان زميلًا للكاتب يعقوب صروف. ذُكرت سيرة جورج خير الله في كتاب «وديع فلسطين يتحدث عن أعلام عصره» للكاتب المصري وديع فلسطين.
حسب موقع Geni.com [الإنجليزية] التجاري الأمريكي لعلم الأنساب، فإنَّ جورج إبراهيم خير الله، والدهُ إبراهيم جورج خير الله‏ (11 نوفمبر 1849 - 6 مارس 1929)، والدته نبيهة خير الله، أما زوجتها فهما ملدرد فرانسيس خير الله (26 مايو 1898 - 1994) وصوفيا خير الله، أما أبناءه فهم علي (أحمد) خير الله (14 ديسمبر 1921 - 5 يناير 1995) وجلنار خير الله (وُلدت عام 31 أكتوبر 1909).
تذكر مجلة المصور بأنَّ جورج خير الله كان قد هاجر إلى الولايات المتحدة في السابعة عشرة من عمره لدراسة الطب، وتخصص في الجراحة، كما اختير زميلًا للكلية الأمريكية للجراحين. تُكمل المجلة بأنَّ «ولكنه بعدما حقق نجاحًا وشهرة في هذا الميدان قرر أن يهجره تمامًا كيما يؤدي رسالته الوطنية تجاه أمته التي كانت ترزح تحت ألوان من الاستعمار الأجنبي»، حيث اعتنق الدين الإسلامي وغيّر اسمه ليصبح أبو علي جورج خير الله. أصدر مجلةً فصلية باللغة الإنجليزية بعنوان «العالم العربي» عام 1945.
تذكر «الموسوعة الصحفية العربية» أنَّ «جورج خير الله ولد في الإسكندرية وتعلم في مدارس القاهرة وأجاد اللغة الإنكليزية والفرنسية، ثم انتقل إلى الجامعة الأميركية في بيروت أسوةً بأبيه الذي تخرج منها قبله، وبعد أن نال شهادة دكتور في الطب هاجر إلى الولايات المتحدة...».
يذكر كتاب «قصة الأدب المهجري» للكاتب محمد عبد المنعم خفاجي أنهُ «من المهجريين في الولايات المتحدة الدكتور أبو علي جورج خير الله وقد أسلم، وقد ولد في الإسكندرية عام 1879، وهاجر عام 1896 وتوفي في المهجر عام 1959، ولما أسلم سمى ابنه (عليا)، وزوجه الأمريكية (أم علي)، وعلي ابنه مدرس في كلية الهندسة بجامعة الإسكندرية، وبنته جلنار تعيش مع زوجها الأمريكي في الولايات المتحدة، وأمهما هناك أيضًا. وله بالإنجليزية كتب مشهورة منها: تأثير الإسلام في الطب، الإسلام والنبي العربي، سيرة جبران، بعث جزيرة العرب، وقد قام بترجمته الأستاذ وديع فلسطين ولم يُطبع بعد».
كان جورج قد نشر عدة مؤلفات، منها:
- «Islam and the Arabian prophet»، نُشر عام 1938.[5]
- «Arabia reborn»، نُشر عام 1952.[7] ترجمهُ وديع فلسطين تحت عنوان «نهضة الجزيرة العربية» ونشر عام 2009.[8][9]
- «The Procession by Kahlil Gibran»، نُشرت عام 1958.

## وفاته
تُوفي في كامبريدج بتاريخ 19 أبريل (نيسان) 1959 ميلاديًا الموافق 11 شوال 1378 هجريًا، عن عمرٍ ناهز 79 عامًا.